# UEFA Conference League 2024-2025 (qualificazioni)
La fase di qualificazione della UEFA Conference League 2024-2025 si è disputata tra il 10 luglio e il 29 agosto 2024. Hanno partecipato a questa prima fase della competizione 155 club: dodici di essi si sono qualificati al successivo fase campionato, composta da 36 squadre.

## Date
| Turno         | Sorteggio             | Andata               | Ritorno                      |
| ------------- | --------------------- | -------------------- | ---------------------------- |
| Primo turno   | 18 giugno 2024 (Nyon) | 10-11 luglio 2024    | 17-18 luglio 2024            |
| Secondo turno | 19 giugno 2024 (Nyon) | 23-24-25 luglio 2024 | 30-31 luglio, 1º agosto 2024 |
| Terzo turno   | 22 luglio 2024 (Nyon) | 6-7-8 agosto 2024    | 13-14-15 agosto 2024         |
| Spareggi      | 5 agosto 2024 (Nyon)  | 20-21-22 agosto 2024 | 28-29 agosto 2024            |

## Squadre

### PercorsoCampioni
Il Percorso Campioni comprende tutte le squadre vincitrici dei rispettivi campionati di lega che vengono eliminate dalla fase di qualificazione della Champions League, così suddivise:
- Secondo turno di qualificazione (12 squadre): 12 delle 14 perdenti del Primo turno UCL (le restanti 2 riceveranno un bye per accedere direttamente al terzo turno di qualificazione).
- Terzo turno di qualificazione (8 squadre): 6 squadre vincenti del secondo turno di qualificazione e 2 eliminate dal Primo turno UCL che hanno ricevuto un bye.
- Spareggi (10 squadre): 4 squadre vincenti del terzo turno di qualificazione e 6 squadre eliminate dal Terzo turno UEL.

| Legenda                                                 | Legenda         | Legenda                         | Legenda |
| ------------------------------------------------------- | --------------- | ------------------------------- | ------- |
| I club vincitori del terzo turno avanzano agli spareggi |                 |                                 |         |
| I club sconfitti nel secondo turno                      | nel terzo turno | e negli spareggi sono eliminati |         |

| Squadre          | Coeff  |
| ---------------- | ------ |
| KÍ Klaksvík      | 10.000 |
| Lincoln Red Imps | 9.000  |
| The New Saints   | 8.500  |
| Celje            | 4.500  |
| Panevėžys        | 4.000  |
| UE Santa Coloma  | 1.199  |

| Squadre | Coeff  |
| ------- | ------ |
| HJK     | 11.500 |
| Larne   | 4.500  |

| Squadre         | Coeff  |
| --------------- | ------ |
| Flora Tallinn   | 11.000 |
| P'yownik        | 8.000  |
| Ballkani        | 6.000  |
| Dinamo Batumi   | 5.500  |
| Ħamrun Spartans | 4.500  |
| Ordabasy        | 4.000  |
| Víkingur        | 4.000  |
| Struga          | 3.500  |
| Differdange 03  | 3.500  |
| Dečić           | 2.000  |
| Egnatia         | 1.475  |
| Virtus          | 0.366  |

| Squadre | Coeff  |
| ------- | ------ |
| HJK     | 11.500 |
| Larne   | 4.500  |

| Squadre         | Coeff  |
| --------------- | ------ |
| Flora Tallinn   | 11.000 |
| P'yownik        | 8.000  |
| Ballkani        | 6.000  |
| Dinamo Batumi   | 5.500  |
| Ħamrun Spartans | 4.500  |
| Ordabasy        | 4.000  |
| Víkingur        | 4.000  |
| Struga          | 3.500  |
| Differdange 03  | 3.500  |
| Dečić           | 2.000  |
| Egnatia         | 1.475  |
| Virtus          | 0.366  |

### PercorsoPiazzate
Il Percorso Piazzate comprende tutte le squadre non-campioni del proprio campionato, così suddivise:
- Primo turno di qualificazione (50 squadre): 50 squadre qualificate che entrano in questo turno.
- Secondo turno di qualificazione (86 squadre): 55 squadre direttamente qualificate a questo turno, 6 squadre eliminate dal Primo turno UEL e 25 vincitrici del primo turno di qualificazione UCOL.
- Terzo turno di qualificazione (52 squadre): 9 squadre eliminate dal Secondo turno UEL e 43 vincitrici del secondo turno di qualificazione UCOL.
- Spareggi (38 squadre): 5 squadre direttamente qualificate a questo turno, 7 squadre eliminate dal Terzo turno UEL e 26 vincitrici del terzo turno di qualificazione UCOL.

| Legenda                                                        | Legenda             | Legenda                        | Legenda |
| -------------------------------------------------------------- | ------------------- | ------------------------------ | ------- |
| I club vincitori del terzo turno avanzano al turno di spareggi |                     |                                |         |
| I club sconfitti nel primo turno,                              | nel secondo turno e | nel terzo turno sono eliminati |         |

| Squadre       | Coeff  |
| ------------- | ------ |
| Chelsea       | 96.000 |
| Fiorentina    | 42.000 |
| Betis         | 33.000 |
| Partizan      | 25.500 |
| Heidenheim    | 17.324 |
| Lens          | 13.366 |
| Rijeka        | 12.000 |
| Trabzonspor   | 11.500 |
| Cercle Bruges | 9.760  |
| Servette      | 9.000  |
| Panathīnaïkos | 6.305  |
| Kryvbas       | 5.600  |

| Squadre             | Coeff  |
| ------------------- | ------ |
| Sheriff Tiraspol    | 20.000 |
| Kilmarnock          | 7.210  |
| Silkeborg           | 6.290  |
| Maccabi Petah Tikva | 6.225  |
| Vojvodina           | 5.555  |
| Wisła Cracovia      | 5.075  |
| Corvinul Hunedoara  | 4.275  |
| Botev Plovdiv       | 4.075  |
| Ružomberok          | 3.925  |

| Squadre             | Coeff  |
| ------------------- | ------ |
| Copenaghen          | 51.500 |
| Gent                | 45.000 |
| İstanbul Başakşehir | 29.000 |
| CFR Cluj            | 26.500 |
| Legia Varsavia      | 18.000 |
| Maccabi Haifa       | 18.000 |
| Hapoel Be'er Sheva  | 17.000 |
| Djurgården          | 16.500 |
| Go Ahead Eagles     | 12.260 |
| Omonia              | 12.000 |
| Vitória Guimarães   | 11.263 |
| Astana              | 11.000 |
| Riga FC             | 11.000 |
| Olimpia Lubiana     | 10.500 |
| Dnipro-1            | 10.500 |
| AEK Atene           | 10.000 |
| Zrinjski Mostar     | 9.500  |
| Maribor             | 9.500  |
| Hajduk Spalato      | 9.000  |
| Osijek              | 8.500  |
| Spartak Trnava      | 8.000  |
| AEK Larnaca         | 8.000  |
| Austria Vienna      | 8.000  |
| Ararat-Armenia      | 8.000  |
| Vaduz               | 8.000  |
| DAC Dunajská Streda | 8.000  |
| Tobyl               | 7.500  |
| Fehérvár            | 7.500  |
| Mladá Boleslav      | 7.210  |
| Baník Ostrava       | 7.210  |
| St. Mirren          | 7.210  |
| FCU Craiova         | 7.000  |
| Brøndby             | 7.000  |
| Zurigo              | 6.595  |
| San Gallo           | 6.595  |
| Drita               | 6.500  |
| Brann               | 6.325  |
| Tromsø              | 6.325  |
| Häcken              | 6.000  |
| HB Tórshavn         | 6.000  |
| Polіssja Žytomyr    | 5.600  |
| Radnički Kragujevac | 5.555  |
| Śląsk Breslavia     | 5.075  |
| Progrès Niedercorn  | 4.500  |
| Iberia 1999         | 4.500  |
| Pafos               | 4.420  |
| Puskás Akadémia     | 4.375  |
| Paks                | 4.375  |
| CSKA 1948 Sofia     | 4.075  |
| Černo More Varna    | 4.075  |
| Sabah               | 4.025  |
| Zirə                | 4.025  |
| Sumqayıt            | 4.025  |
| St Patrick's        | 4.000  |
| Zimbru Chișinău     | 2.625  |
| Llapi               | 2.308  |
| Ilves               | 2.225  |
| Nëman               | 2.000  |
| Cliftonville        | 2.000  |
| TransINVEST         | 1.700  |
| Sliema Wanderers    | 1.650  |

| Squadre           | Coeff  |
| ----------------- | ------ |
| Žalgiris          | 11.500 |
| Linfield          | 10.000 |
| KuPS              | 10.000 |
| Breiðablik        | 8.500  |
| F91 Dudelange     | 8.500  |
| Budućnost         | 8.000  |
| Dinamo Tbilisi    | 8.000  |
| Škendija          | 8.000  |
| B36 Tórshavn      | 7.000  |
| Partizani Tirana  | 6.500  |
| Sarajevo          | 6.500  |
| Inter Escaldes    | 6.000  |
| Levadia Tallinn   | 6.000  |
| Tirana            | 5.500  |
| Tre Penne         | 5.500  |
| Connah's Q.N.     | 5.500  |
| Paide             | 5.000  |
| Milsami Orhei     | 5.000  |
| Crusaders         | 4.500  |
| La Fiorita        | 4.500  |
| Liepāja           | 4.500  |
| Derry City        | 4.000  |
| Vllaznia          | 4.000  |
| St Joseph's       | 4.000  |
| Urartu            | 3.500  |
| Velež Mostar      | 3.500  |
| Bala Town         | 3.500  |
| Tarpeda-BelAZ     | 3.000  |
| Floriana          | 3.000  |
| Valur             | 3.000  |
| Bravo             | 2.650  |
| Atlètic Escaldes  | 2.500  |
| T'orp'edo Kutaisi | 2.500  |
| Víkingur Gøta     | 2.500  |
| Stjarnan          | 2.500  |
| Malisheva         | 2.308  |
| Aqtöbe            | 2.300  |
| VPS               | 2.225  |
| Shelbourne        | 2.175  |
| Auda Ķekava       | 2.125  |
| Noah              | 2.125  |
| FCB Magpies       | 2.000  |
| UNA Strassen      | 1.725  |
| FA Šiauliai       | 1.700  |
| Marsaxlokk        | 1.650  |
| Kalev Tallinn     | 1.441  |
| Islač             | 1.325  |
| Tikveš Kavadarci  | 1.200  |
| Caernarfon Town   | 1.158  |
| Mornar            | 1.141  |

| Squadre             | Coeff  |
| ------------------- | ------ |
| Sheriff Tiraspol    | 20.000 |
| Kilmarnock          | 7.210  |
| Silkeborg           | 6.290  |
| Maccabi Petah Tikva | 6.225  |
| Vojvodina           | 5.555  |
| Wisła Cracovia      | 5.075  |
| Corvinul Hunedoara  | 4.275  |
| Botev Plovdiv       | 4.075  |
| Ružomberok          | 3.925  |

| Squadre             | Coeff  |
| ------------------- | ------ |
| Copenaghen          | 51.500 |
| Gent                | 45.000 |
| İstanbul Başakşehir | 29.000 |
| CFR Cluj            | 26.500 |
| Legia Varsavia      | 18.000 |
| Maccabi Haifa       | 18.000 |
| Hapoel Be'er Sheva  | 17.000 |
| Djurgården          | 16.500 |
| Go Ahead Eagles     | 12.260 |
| Omonia              | 12.000 |
| Vitória Guimarães   | 11.263 |
| Astana              | 11.000 |
| Riga FC             | 11.000 |
| Olimpia Lubiana     | 10.500 |
| Dnipro-1            | 10.500 |
| AEK Atene           | 10.000 |
| Zrinjski Mostar     | 9.500  |
| Maribor             | 9.500  |
| Hajduk Spalato      | 9.000  |
| Osijek              | 8.500  |
| Spartak Trnava      | 8.000  |
| AEK Larnaca         | 8.000  |
| Austria Vienna      | 8.000  |
| Ararat-Armenia      | 8.000  |
| Vaduz               | 8.000  |
| DAC Dunajská Streda | 8.000  |
| Tobyl               | 7.500  |
| Fehérvár            | 7.500  |
| Mladá Boleslav      | 7.210  |
| Baník Ostrava       | 7.210  |
| St. Mirren          | 7.210  |
| FCU Craiova         | 7.000  |
| Brøndby             | 7.000  |
| Zurigo              | 6.595  |
| San Gallo           | 6.595  |
| Drita               | 6.500  |
| Brann               | 6.325  |
| Tromsø              | 6.325  |
| Häcken              | 6.000  |
| HB Tórshavn         | 6.000  |
| Polіssja Žytomyr    | 5.600  |
| Radnički Kragujevac | 5.555  |
| Śląsk Breslavia     | 5.075  |
| Progrès Niedercorn  | 4.500  |
| Iberia 1999         | 4.500  |
| Pafos               | 4.420  |
| Puskás Akadémia     | 4.375  |
| Paks                | 4.375  |
| CSKA 1948 Sofia     | 4.075  |
| Černo More Varna    | 4.075  |
| Sabah               | 4.025  |
| Zirə                | 4.025  |
| Sumqayıt            | 4.025  |
| St Patrick's        | 4.000  |
| Zimbru Chișinău     | 2.625  |
| Llapi               | 2.308  |
| Ilves               | 2.225  |
| Nëman               | 2.000  |
| Cliftonville        | 2.000  |
| TransINVEST         | 1.700  |
| Sliema Wanderers    | 1.650  |

| Squadre           | Coeff  |
| ----------------- | ------ |
| Žalgiris          | 11.500 |
| Linfield          | 10.000 |
| KuPS              | 10.000 |
| Breiðablik        | 8.500  |
| F91 Dudelange     | 8.500  |
| Budućnost         | 8.000  |
| Dinamo Tbilisi    | 8.000  |
| Škendija          | 8.000  |
| B36 Tórshavn      | 7.000  |
| Partizani Tirana  | 6.500  |
| Sarajevo          | 6.500  |
| Inter Escaldes    | 6.000  |
| Levadia Tallinn   | 6.000  |
| Tirana            | 5.500  |
| Tre Penne         | 5.500  |
| Connah's Q.N.     | 5.500  |
| Paide             | 5.000  |
| Milsami Orhei     | 5.000  |
| Crusaders         | 4.500  |
| La Fiorita        | 4.500  |
| Liepāja           | 4.500  |
| Derry City        | 4.000  |
| Vllaznia          | 4.000  |
| St Joseph's       | 4.000  |
| Urartu            | 3.500  |
| Velež Mostar      | 3.500  |
| Bala Town         | 3.500  |
| Tarpeda-BelAZ     | 3.000  |
| Floriana          | 3.000  |
| Valur             | 3.000  |
| Bravo             | 2.650  |
| Atlètic Escaldes  | 2.500  |
| T'orp'edo Kutaisi | 2.500  |
| Víkingur Gøta     | 2.500  |
| Stjarnan          | 2.500  |
| Malisheva         | 2.308  |
| Aqtöbe            | 2.300  |
| VPS               | 2.225  |
| Shelbourne        | 2.175  |
| Auda Ķekava       | 2.125  |
| Noah              | 2.125  |
| FCB Magpies       | 2.000  |
| UNA Strassen      | 1.725  |
| FA Šiauliai       | 1.700  |
| Marsaxlokk        | 1.650  |
| Kalev Tallinn     | 1.441  |
| Islač             | 1.325  |
| Tikveš Kavadarci  | 1.200  |
| Caernarfon Town   | 1.158  |
| Mornar            | 1.141  |

## Risultati

### Primo turno

#### Sorteggio
Il sorteggio per il primo turno di qualificazione si è svolto il 18 giugno 2024.
Partecipano al primo turno di qualificazione un totale di 50 squadre. La posizione delle squadre come teste di serie, è basato sui coefficienti UEFA per club del 2024. Prima del sorteggio, la UEFA ha formato cinque gruppi da dieci squadre (cinque teste di serie e cinque non teste di serie) secondo i principi stabiliti dal Comitato Competizioni per Club. La prima squadra estratta in ogni accoppiamento è la squadra che giocherà in casa la gara di andata.
| Gruppo 1                                            | Gruppo 1                                            | Gruppo 2                                                 | Gruppo 2                                                              | Gruppo 3                                                      | Gruppo 3                                             | Gruppo 4                                                 | Gruppo 4                                         | Gruppo 5                                   | Gruppo 5                                         |
| Teste di serie                                      | Non teste di serie                                  | Teste di serie                                           | Non teste di serie                                                    | Teste di serie                                                | Non teste di serie                                   | Teste di serie                                           | Non teste di serie                               | Teste di serie                             | Non teste di serie                               |
| --------------------------------------------------- | --------------------------------------------------- | -------------------------------------------------------- | --------------------------------------------------------------------- | ------------------------------------------------------------- | ---------------------------------------------------- | -------------------------------------------------------- | ------------------------------------------------ | ------------------------------------------ | ------------------------------------------------ |
| Budućnost Škendija Inter Escaldes Tirana La Fiorita | Velež Mostar T'orp'edo Kutaisi Malisheva Noah Islač | Breiðablik F91 Dudelange Tre Penne Crusaders St Joseph's | Floriana Atlètic Escaldes Shelbourne Tikveš Kavadarci Caernarfon Town | Dinamo Tbilisi Partizani Tirana Sarajevo Milsami Orhei Urartu | Tarpeda-BelAZ Aqtöbe Marsaxlokk Kalev Tallinn Mornar | KuPS B36 Tórshavn Levadia Tallinn Connah's Q.N. Vllaznia | Valur Bravo Auda Ķekava UNA Strassen FA Šiauliai | Žalgiris Linfield Paide Liepāja Derry City | Bala Town Víkingur Gøta Stjarnan VPS FCB Magpies |

#### Risultati
| Squadra 1         | Totale          | Squadra 2       | Andata | Ritorno     |
| ----------------- | --------------- | --------------- | ------ | ----------- |
| Velež Mostar      | 2 - 6           | Inter Escaldes  | 1 - 1  | 1 - 5       |
| Floriana          | 4 - 2           | Tre Penne       | 3 - 1  | 1 - 1       |
| Tarpeda-BelAZ     | 2 - 4           | Milsami Orhei   | 2 - 4  | 0 - 0       |
| FA Šiauliai       | 0 - 2           | Levadia Tallinn | 0 - 2  | 0 - 0       |
| Bala Town         | 2 - 3           | Paide           | 1 - 2  | 1 - 1 (dts) |
| La Fiorita        | 1 - 1 (4-2 dtr) | Islač           | 0 - 1  | 1 - 0 (dts) |
| Caernarfon Town   | 3 - 3 (8-7 dtr) | Crusaders       | 2 - 0  | 1 - 3 (dts) |
| Kalev Tallinn     | 1 - 4           | Urartu          | 1 - 2  | 0 - 2       |
| Valur             | 6 - 2           | Vllaznia        | 2 - 2  | 4 - 0       |
| FCB Magpies       | 3 - 2           | Derry City      | 2 - 0  | 1 - 2 (dts) |
| Malisheva         | 1 - 3           | Budućnost       | 1 - 0  | 0 - 3       |
| Inter Escaldes    | 0 - 3           | F91 Dudelange   | 0 - 1  | 0 - 3       |
| Partizani Tirana  | 3 - 2           | Marsaxlokk      | 1 - 1  | 2 - 1       |
| Auda Ķekava       | 3 - 0           | B36 Tórshavn    | 2 - 0  | 1 - 0       |
| Stjarnan          | 4 - 3           | Linfield        | 2 - 0  | 2 - 3       |
| T'orp'edo Kutaisi | 2 - 1           | Tirana          | 1 - 1  | 1 - 0       |
| Shelbourne        | 3 - 2           | St Joseph's     | 2 - 1  | 1 - 1       |
| Aqtöbe            | 3 - 3 (3-4 dtr) | Sarajevo        | 0 - 1  | 3 - 2 (dts) |
| Bravo             | 2 - 1           | Connah's Q.N.   | 0 - 1  | 2 - 0 (dts) |
| Liepāja           | 1 - 3           | Víkingur Gøta   | 1 - 1  | 0 - 2       |
| Noah              | 4 - 1           | Škendija        | 2 - 0  | 2 - 1       |
| Tikveš Kavadarci  | 4 - 5           | Breiðablik      | 3 - 2  | 1 - 3       |
| Mornar            | 3 - 2           | Dinamo Tbilisi  | 2 - 1  | 1 - 1       |
| UNA Strassen      | 0 - 5           | KuPS            | 0 - 0  | 0 - 5       |
| VPS               | 1 - 3           | Žalgiris        | 1 - 2  | 0 - 1       |

Note
1. 1 2 3  Inversione di campo rispetto all'esito del sorteggio.

##### Andata
| Arbitro: | Jacob Karlsen |

|           |           |            |
| Lohan 65’ | Marcatori | 34’ Joanet |

| Arbitro: | Damian Kos |

|                      |           |  |
| Taiwo 12’ Traore 85’ | Marcatori |  |

| Arbitro: | Mervan Bejtullahu |

|  |           |                       |
|  | Marcatori | 7’ Musaba 23’ Felicio |

| Arbitro: | Martin Matoša |

|            |           |  |
| Brruti 67’ | Marcatori |  |

| Arbitro: | Ivo Torres |

|  |           |              |
|  | Marcatori | 90’ Kyeremeh |

| Arbitro: | Tom Owen |

|           |           |               |
| Simic 55’ | Marcatori | 21’ Kallsberg |

| Arbitro: | Jérémy Muller |

|                                           |           |                               |
| Stojkoski 74’ Stojanov 80’ Léo Guerra 83’ | Marcatori | 13’ Einarsson 31’ Kristinsson |

| Arbitro: | Robert Jenkins |

|                       |           |  |
| Taylor 49’ Zuniga 82’ | Marcatori |  |

| Arbitro: | Sivert Øksnes Amland |

|  |           |           |
|  | Marcatori | 83’ Maher |

| Arbitro: | Viktor Shimusik |

|                            |           |  |
| Gregório 81’ Miljkovic 90’ | Marcatori |  |

| Arbitro: | Dmytro Kubriak |

|             |           |                    |
| Teevali 11’ | Marcatori | 28’, 77’ Movsesyan |

| Arbitro: | Paul McLaughlin |

|  |           |           |
|  | Marcatori | 17’ Bojić |

| Arbitro: | Florian Lata |

|                                |           |           |
| Nwoko 55’ Vella 57’ Santos 63’ | Marcatori | 50’ Guidi |

| Arbitro: | Zaven Hovhannisyan |

|                 |           |            |
| Mici 20’ (aut.) | Marcatori | 87’ Haxhiu |

| Differdange 11 luglio 2024, ore 19:00 CEST ritorno → | UNA Strassen      | 0 – 0 referto | KuPS | Stade Municipal de la Ville de Differdange (1 046 spett.)\| Arbitro: \| Dmytro Panchyshyn \| |
| Arbitro:                                             | Dmytro Panchyshyn |               |      |                                                                                              |

| Arbitro: | Jóhan Hendrik Ellefsen |

|            |           |                         |
| Ahiabu 59’ | Marcatori | 25’ Fofana 90+4’ Kendyš |

| Arbitro: | Rob Harvey |

|                    |           |  |
| Owen 4’ Clarke 37’ | Marcatori |  |

| Arbitro: | Miloš Savović |

|                             |           |                                                  |
| Pabudzej 33’ Sharkovsky 89’ | Marcatori | 20’ Camara 30’, 50’ Spătaru 80’ (aut.) Premudrov |

| Arbitro: | Matthew MacDermid |

|                   |           |                        |
| Ukek 90+5’ (rig.) | Marcatori | 64’ Ceesay 90+2’ Medic |

| Arbitro: | Roman Jitari |

|            |           |          |
| Murataj 2’ | Marcatori | 15’ Yuri |

| Arbitro: | Jasmin Sabotic |

|  |           |           |
|  | Marcatori | 34’ Butko |

| Arbitro: | Luis Teixeira |

|                            |           |               |
| Coyle 1’ Jarvis 58’ (rig.) | Marcatori | 40’ Javi Paul |

| Arbitro: | Georgi Ginchev |

|                            |           |                    |
| Djurisic 20’ Vusurovic 23’ | Marcatori | 90+4’ Ugrekhelidze |

| Arbitro: | Tim Marshall |

|                                |           |                     |
| Tryggvason 12’ Heimisson 90+9’ | Marcatori | 23’ Krymi 85’ Dodaj |

| Arbitro: | Iwan Griffith |

|                              |           |  |
| Atlason 22’ McKee 60’ (aut.) | Marcatori |  |

##### Ritorno
| Arbitro: | Oliver Reitala |

|  |           |           |
|  | Marcatori | 62’ Talla |

| Arbitro: | Heini Ziskason Viðoy |

|                                                                |                      |                                                                        |
| Kennedy 47’ Larmour 49’ Lowry 72’                              | Marcatori            | 24’ Mendes                                                             |
| Kennedy Forsythe Larmour Boyd Teelan O'Rourke Lowry Barr Owens | Tiri di rigore 7 – 8 | Gosset Mendes Owen Clarke Faux McMullan Downey G. Williams M. Williams |

| Arbitro: | Pavle Ilić |

|                   |           |  |
| Mirzoyan 12’, 49’ | Marcatori |  |

| Arbitro: | Ian McNabb |

|                                                          |           |  |
| Ruoppi 17’, 20’ Vidjeskog 48’ Diawara 75’ Heinonen 90+1’ | Marcatori |  |

| Arbitro: | Alan Kijas |

|                                             |           |          |
| Lopez 44’, 45+2’ Domi 57’, 84’ Andreu 90+2’ | Marcatori | 53’ Orec |

| Orhei 18 luglio 2024, ore 18:00 CEST ← andata | Milsami Orhei | 0 – 0 (tot.: 4-2) referto | Tarpeda-BelAZ | CSR Orhei (3 000 spett.)\| Arbitro: \| Bence Csonka \| |
| Arbitro:                                      | Bence Csonka  |                           |               |                                                        |

| Tallinn 18 luglio 2024, ore 18:00 CEST ← andata | Levadia Tallinn | 0 – 0 (tot.: 2-0) referto | FA Šiauliai | A. Le Coq Arena (1 198 spett.)\| Arbitro: \| Lukasz Kuzma \| |
| Arbitro:                                        | Lukasz Kuzma    |                           |             |                                                              |

| Arbitro: | Ladislav Szikszay |

|            |           |          |
| Walker 25’ | Marcatori | 34’ Bone |

| Arbitro: | Bahattin Simsek |

|              |           |  |
| Fofana 45+4’ | Marcatori |  |

| Arbitro: | Danilo Nikolić |

|           |           |           |
| Hoim 120’ | Marcatori | 12’ Peate |

| Arbitro: | Kadir Sağlam |

|                       |           |  |
| Hadji 60’ (rig.), 79’ | Marcatori |  |

| Arbitro: | Igor Stojchevski |

|          |           |                     |
| Yuri 46’ | Marcatori | 48’ Cara 90+3’ Keko |

| Arbitro: | Ion Orlic |

|           |           |           |
| Salia 33’ | Marcatori | 57’ Zoric |

| Arbitro: | Jovan Kachevski |

|                               |                      |                                       |
|                               | Marcatori            | 87’ Semprini                          |
| Rovdo Kovel Sibilev Zhuravlev | Tiri di rigore 2 – 4 | Casolla Cicarelli Guerri Olcese Pezzi |

| Arbitro: | Ben McMaster |

|  |           |                           |
|  | Marcatori | 88’ Jaksic 116’ Poplatnik |

| Arbitro: | Dalibor Černý |

|  |           |            |
|  | Marcatori | 3’ Johnsen |

| Arbitro: | Joakim Östling |

|                               |           |  |
| Kallsberg 30’ Justinussen 43’ | Marcatori |  |

| Arbitro: | Dominik Starý |

|          |           |                            |
| Cake 53’ | Marcatori | 20’ Miljkovic 90+1’ Pinson |

| Arbitro: | Kamal Umudlu |

|  |           |                                                           |
|  | Marcatori | 13’ Sigurdsson 16’ Tryggvason 36’ Pedersen 68’ Haraldsson |

| Arbitro: | Rustam Omarov |

|                 |           |             |
| Boccioletti 60’ | Marcatori | 90+5’ Grech |

| Arbitro: | Antoine Paul Chiaramonti |

|                        |           |              |
| Connolly 38’ Hoban 57’ | Marcatori | 111’ De Haro |

| Arbitro: | Granit Maqedonci |

|                                                |           |                             |
| Kristjansson 7’ (aut.) Orr 70’ Fitzpatrick 76’ | Marcatori | 57’ Atlason 88’ Halldorsson |

| Arbitro: | Mihály Káprály |

|                                     |           |  |
| Ivanovic 32’ Grivic 56’ Perisic 89’ | Marcatori |  |

| Arbitro: | Zorbay Küçük |

|                                                   |                      |                                         |
| Guliashvili 57’ Oliveira 96’                      | Marcatori            | 41’ Umaev 75’ Tanzharikov 93’ Jean      |
| Andjusic Mehmedovic Oliveira Julardzija Durakovic | Tiri di rigore 4 – 3 | Romero Tanzharikov Jean Samorodov Kasym |

| Arbitro: | Peiman Simani |

|                                                     |           |           |
| Steindorsson 44’ Gunnlaugsson 53’ Mojsov 85’ (aut.) | Marcatori | 9’ Spahiu |

### Secondo turno

#### Sorteggio
Il sorteggio per il secondo turno di qualificazione si è svolto il 19 giugno 2024.
Partecipano a questo turno un totale di 98 squadre, suddivise in due percorsi:
- Campioni (12 squadre): Le squadre, la cui identità non era nota al momento del sorteggio, saranno divise in questo modo:
  - Teste di serie: 6 delle 14 perdenti del primo turno di qualificazione della Champions League, (due delle squadre riceveranno un bye al terzo turno di qualificazione).
  - Non teste di serie: Le rimanenti 6 perdenti del primo turno di qualificazione della Champions League.
- Piazzate (86 squadre): 55 squadre che entrano in questo turno, 6 squadre eliminate dal primo turno dell'Europa League, e 25 vincitrici del primo turno di qualificazione.

Prima del sorteggio, la UEFA ha formato per il percorso Campioni un gruppo unico da 12 squadre (sei teste di serie e 6 non teste di serie). Invece per il "percorso piazzate" ha formato nove gruppi composti da otto/dieci squadre (quattro/cinque teste di serie e quattro/cinque non teste di serie) secondo i principi stabiliti dal Comitato Competizioni per Club. La prima squadra estratta in ogni accoppiamento è la squadra che giocherà in casa la gara di andata.
| Teste di serie                                                         | Non teste di serie                                  |
| ---------------------------------------------------------------------- | --------------------------------------------------- |
| Dinamo Batumi Flora Tallinn Ħamrun Spartans P'yownik Ordabasy Víkingur | Struga Differdange 03 Dečić Egnatia Ballkani Virtus |

| Gruppo 1                                                        | Gruppo 1                                                               | Gruppo 2                                                           | Gruppo 2                                                     | Gruppo 3                                                               | Gruppo 3                                                      |
| Teste di serie                                                  | Non teste di serie                                                     | Teste di serie                                                     | Non teste di serie                                           | Teste di serie                                                         | Non teste di serie                                            |
| --------------------------------------------------------------- | ---------------------------------------------------------------------- | ------------------------------------------------------------------ | ------------------------------------------------------------ | ---------------------------------------------------------------------- | ------------------------------------------------------------- |
| Copenaghen F91 Dudelange Go Ahead Eagles St. Mirren Auda Ķekava | Brann Häcken FCB Magpies Valur Cliftonville                            | İstanbul Başakşehir Hapoel Be'er Sheva Omonia Fehérvár San Gallo   | T'orp'edo Kutaisi Černo More Varna La Fiorita Sumqayıt Tobyl | Legia Varsavia Hajduk Spalato Breiðablik Austria Vienna Mladá Boleslav | Drita HB Tórshavn Caernarfon Town Ilves TransINVEST           |
| Gruppo 4                                                        | Gruppo 4                                                               | Gruppo 5                                                           | Gruppo 5                                                     | Gruppo 6                                                               | Gruppo 6                                                      |
| Teste di serie                                                  | Non teste di serie                                                     | Teste di serie                                                     | Non teste di serie                                           | Teste di serie                                                         | Non teste di serie                                            |
| Dnipro-1 Zrinjski Mostar Osijek Budućnost Noah                  | Levadia Tallinn Bravo Puskás Akadémia CSKA 1948 Sofia Sliema Wanderers | Žalgiris Riga FC Olimpia Lubiana DAC Dunajská Streda Baník Ostrava | Polіssja Žytomyr Śląsk Breslavia Pafos Zirə Urartu           | Djurgården Vitória Guimarães AEK Atene U Craiova Zurigo                | Inter Escaldes Floriana Progrès Niedercorn Maribor Shelbourne |
| Gruppo 7                                                        | Gruppo 7                                                               | Gruppo 8                                                           | Gruppo 8                                                     | Gruppo 9                                                               | Gruppo 9                                                      |
| Teste di serie                                                  | Non teste di serie                                                     | Teste di serie                                                     | Non teste di serie                                           | Teste di serie                                                         | Non teste di serie                                            |
| Gent Stjarnan KuPS Vaduz Brøndby                                | Tromsø Paide Víkingur Gøta St Patrick's Llapi                          | CFR Cluj Spartak Trnava Ararat-Armenia Mornar                      | Sarajevo Radnički Kragujevac Zimbru Chișinău Nëman           | Maccabi Haifa Astana AEK Larnaca Partizani Tirana                      | Milsami Orhei Iberia 1999 Paks Sabah                          |

* I vincitori del primo turno di qualificazione, non erano noti al momento del sorteggio 

#### Risultati
| Squadra 1           | Totale          | Squadra 2           | Andata   | Ritorno     |
| Campioni            | Campioni        | Campioni            | Campioni | Campioni    |
| ------------------- | --------------- | ------------------- | -------- | ----------- |
| Differdange 03      | 4 - 4 (3-4 dtr) | Ordabasy            | 1 - 0    | 3 - 4 (dts) |
| Víkingur            | 2 - 1           | Egnatia             | 0 - 1    | 2 - 0       |
| Virtus              | 2 - 5           | Flora Tallinn       | 0 - 0    | 2 - 5 (dts) |
| Struga              | 3 - 4           | P'yownik            | 2 - 1    | 1 - 3       |
| Dinamo Batumi       | 0 - 2           | Dečić               | 0 - 2    | 0 - 0       |
| Ballkani            | 2 - 0           | Ħamrun Spartans     | 0 - 0    | 2 - 0       |
| Piazzate            |                 |                     |          |             |
| Go Ahead Eagles     | 1 - 2           | Brann               | 0 - 0    | 1 - 2       |
| Omonia              | 5 - 2           | T'orp'edo Kutaisi   | 3 - 1    | 2 - 1       |
| Breiðablik          | 1 - 3           | Drita               | 1 - 2    | 0 - 1       |
| Osijek              | 6 - 1           | Levadia Tallinn     | 5 - 1    | 1 - 0       |
| Olimpia Lubiana     | 4 - 1           | Polіssja Žytomyr    | 2 - 0    | 2 - 1       |
| AEK Atene           | 8 - 3           | Inter Escaldes      | 4 - 3    | 4 - 0       |
| KuPS                | 0 - 2           | Tromsø              | 0 - 1    | 0 - 1       |
| Valur               | 1 - 4           | St. Mirren          | 0 - 0    | 1 - 4       |
| Sumqayıt            | 1 - 2           | Fehérvár            | 1 - 2    | 0 - 0       |
| Ilves               | 5 - 5 (5-4 dtr) | Austria Vienna      | 2 - 1    | 3 - 4 (dts) |
| CSKA 1948 Sofia     | 2 - 1           | Budućnost           | 1 - 0    | 1 - 1 (dts) |
| Zirə                | 6 - 1           | DAC Dunajská Streda | 4 - 0    | 2 - 1       |
| Maribor             | 4 - 3           | U Craiova           | 2 - 0    | 2 - 3       |
| St Patrick's        | 5 - 3           | Vaduz               | 3 - 1    | 2 - 2       |
| FCB Magpies         | 1 - 8           | Copenaghen          | 0 - 3    | 1 - 5       |
| İstanbul Başakşehir | 10 - 1          | La Fiorita          | 6 - 1    | 4 - 0       |
| Legia Varsavia      | 11 - 0          | Caernarfon Town     | 6 - 0    | 5 - 0       |
| Dnipro-1            | 0 - 6           | Puskás Akadémia     | 0 - 3    | 0 - 3       |
| Žalgiris            | 2 - 4           | Pafos               | 2 - 1    | 0 - 3 (dts) |
| Djurgården          | 3 - 1           | Progrès Niedercorn  | 3 - 0    | 0 - 1       |
| Gent                | 7 - 1           | Víkingur Gøta       | 4 - 1    | 3 - 0       |
| F91 Dudelange       | 3 - 12          | Häcken              | 2 - 6    | 1 - 6       |
| Hapoel Be'er Sheva  | 2 - 1           | Černo More Varna    | 0 - 0    | 2 - 1       |
| Hajduk Spalato      | 2 - 0           | HB Tórshavn         | 2 - 0    | 0 - 0       |
| Zrinjski Mostar     | 3 - 2           | Bravo               | 0 - 1    | 3 - 1       |
| Riga FC             | 2 - 3           | Śląsk Breslavia     | 1 - 0    | 1 - 3       |
| Floriana            | 0 - 5           | Vitória Guimarães   | 0 - 1    | 0 - 4       |
| Stjarnan            | 2 - 5           | Paide               | 2 - 1    | 0 - 4       |
| Cliftonville        | 1 - 4           | Auda Ķekava         | 1 - 2    | 0 - 2       |
| San Gallo           | 5 - 1           | Tobyl               | 4 - 1    | 1 - 0       |
| Mladá Boleslav      | 3 - 0           | TransINVEST         | 2 - 0    | 1 - 0       |
| Noah                | 7 - 0           | Sliema Wanderers    | 7 - 0    | 0 - 0       |
| Baník Ostrava       | 7 - 1           | Urartu              | 5 - 1    | 2 - 0       |
| Zurigo              | 3 - 0           | Shelbourne          | 3 - 0    | 0 - 0       |
| Brøndby             | 8 - 2           | Llapi               | 6 - 0    | 2 - 2       |
| CFR Cluj            | 5 - 0           | Nëman               | 0 - 0    | 5 - 0       |
| Zimbru Chișinău     | 1 - 6           | Ararat-Armenia      | 0 - 3    | 1 - 3       |
| Radnički Kragujevac | 2 - 2 (3-4 dtr) | Mornar              | 1 - 0    | 1 - 2 (dts) |
| Sarajevo            | 0 - 3           | Spartak Trnava      | 0 - 0    | 0 - 3       |
| Maccabi Haifa       | 6 - 6 (2-3 dtr) | Sabah               | 0 - 3    | 6 - 3 (dts) |
| Paks                | 5 - 0           | AEK Larnaca         | 3 - 0    | 2 - 0       |
| Iberia 1999         | 2 - 0           | Partizani Tirana    | 2 - 0    | 0 - 0       |
| Milsami Orhei       | 1 - 2           | Astana              | 1 - 1    | 0 - 1       |

Note
1. 1 2 3  Inversione di campo rispetto all'esito del sorteggio.

##### Andata

###### Campioni
| Podujevo 23 luglio 2024, ore 18:00 CEST ritorno → | Ballkani       | 0 – 0 referto | Ħamrun Spartans | Zahir Pajaziti Stadium (900 spett.)\| Arbitro: \| Walter Altmann \| |
| Arbitro:                                          | Walter Altmann |               |                 |                                                                     |

| Arbitro: | Mohammad Usman Aslam |

|              |           |  |
| Jorginho 37’ | Marcatori |  |

| Serravalle 23 luglio 2024, ore 21:00 CEST ritorno → | Virtus            | 0 – 0 referto | Flora Tallinn | San Marino Stadium (271 spett.)\| Arbitro: \| Dragomir Draganov \| |
| Arbitro:                                            | Dragomir Draganov |               |               |                                                                    |

| Arbitro: | Luis Teixeira |

|                                 |           |                    |
| Ibraimi 8’ (rig.) Spirovski 73’ | Marcatori | 23’ (rig.) Villela |

| Arbitro: | Sayat Karabayev |

|  |           |                |
|  | Marcatori | 62’, 66’ Camaj |

| Arbitro: | Jóhan Hendrik Ellefsen |

|  |           |           |
|  | Marcatori | 33’ Dramé |

###### Piazzate
| Arbitro: | Christian-Petru Ciochirca |

|          |           |  |
| Niang 7’ | Marcatori |  |

| Arbitro: | Lothar D'hondt |

|                                                   |           |                                                |
| Ljubicic 6’ Garcia 20’ Gacinovic 31’ Moukoudi 53’ | Marcatori | 65’ (aut.) Vida 78’ (rig.) Andreu 83’ Martínez |

| Arbitro: | Helgi Mikael Jónasson |

|            |           |                        |
| Conlan 39’ | Marcatori | 32’ Ogunniyi 78’ Taiwo |

| Arbitro: | Iwan Griffith |

|  |           |            |
|  | Marcatori | 54’ Nordas |

| Arbitro: | Ivo Torres |

|                                       |           |  |
| Utzig 29’ Junior 31’ Volkovi 51’, 53’ | Marcatori |  |

| Arbitro: | Florian Lata |

|                 |           |                              |
| Abdullazada 20’ | Marcatori | 39’ Christensen 52’ Spandler |

| Arbitro: | Alejandro Muñiz Ruiz |

|                       |           |                  |
| Haarala 51’ Riski 88’ | Marcatori | 90’ Lucas Galvao |

| Arbitro: | Cláudio Pereira |

|  |           |                                           |
|  | Marcatori | 30’ Elyounoussi 62’ Claesson 65’ Froholdt |

| Arbitro: | Kristoffer Hagenes |

|                |           |                     |
| Antal 17’, 26’ | Marcatori | 62’ (aut.) Moutachy |

| Arbitro: | Patrik Kolarić |

|                     |           |  |
| Ladra 27’ Kusej 38’ | Marcatori |  |

| Arbitro: | Roman Jitari |

|                                                                               |           |  |
| Pinson 19’ Gregório 28’, 31’, 56’ Çinari 72’ Alcino 73’ (aut.) Ferreira 90+1’ | Marcatori |  |

| Arbitro: | Andrei Chivulete |

|                                   |           |  |
| Nonikashvili 31’ (rig.) Sylla 57’ | Marcatori |  |

| Arbitro: | Nikola Popov |

|            |           |             |
| Lupano 90’ | Marcatori | 58’ Gripshi |

| Deventer 25 luglio 2024, ore 18:30 CEST ritorno → | Go Ahead Eagles | 0 – 0 referto | Brann | De Adelaarshorst (8 877 spett.)\| Arbitro: \| Denys Shurman \| |
| Arbitro:                                          | Denys Shurman   |               |       |                                                                |

| Arbitro: | Martin Matoša |

|                                |           |             |
| Coulibaly 41’, 78’ Ewandro 84’ | Marcatori | 75’ Yansane |

| Arbitro: | Fran Jović |

|  |           |                                      |
|  | Marcatori | 23’ (rig.) Serobyan 74’, 89’ Ocansey |

| Arbitro: | Javier Alberola Rojas |

|                         |           |  |
| Florucz 56’ Pinto 90+2’ | Marcatori |  |

| Košice 25 luglio 2024, ore 19:00 CEST ritorno → | Dnipro-1            | 0 – 3 (a tav.) referto | Puskás Akadémia | Košická futbalová aréna\| Arbitro: \| Kyriakos Athanasiou \| |
| Arbitro:                                        | Kyriakos Athanasiou |                        |                 |                                                              |

| Arbitro: | Alessandro Dudic |

|                             |           |  |
| Wikheim 21’ Hümmet 27’, 61’ | Marcatori |  |

| Arbitro: | Antoni Bandić |

|                              |           |                                                           |
| Hadji 32’ (rig.), 44’ (rig.) | Marcatori | 6’ Inoussa 21’, 45+1’ Layouni 35’, 60’ Youssef 88’ Hrstić |

| Loveč 25 luglio 2024, ore 19:00 CEST ritorno → | Hapoel Be'er Sheva | 0 – 0 referto | Černo More Varna | Gradski Stadion (700 spett.)\| Arbitro: \| Daniyar Sakhi \| |
| Arbitro:                                       | Daniyar Sakhi      |               |                  |                                                             |

| Arbitro: | Ben McMaster |

|  |           |           |
|  | Marcatori | 78’ Silva |

| Arbitro: | Mervan Bejtullahu |

|                                                              |           |                   |
| Ewerton 15’ Boula 22’ Buchta 26’ Prekop 61’ Klima 82’ (rig.) | Marcatori | 90+4’ Tarakhchyan |

| Arbitro: | Visar Kastrati |

|                                 |           |  |
| Onyedika 1’ Marchesano 29’, 58’ | Marcatori |  |

| Arbitro: | David Dickinson |

|                                                                                   |           |  |
| Suzuki 16’ Omoijuanfo 20’ Bundgaard 24’ Nartey 40’ Kvistgaarden 88’ Schwartau 90’ | Marcatori |  |

| Arbitro: | Dennis Higler |

|                                 |           |  |
| Haraszti 17’ Toth 61’ Ötvös 74’ | Marcatori |  |

| Arbitro: | Nathan Verboomen |

|  |           |                                      |
|  | Marcatori | 61’ Safranko 78’ Sekidika 88’ Aliyev |

| Arbitro: | Irakli Kvirikashvili |

|               |           |  |
| Karagaren 44’ | Marcatori |  |

| Cluj-Napoca 25 luglio 2024, ore 19:30 CEST ritorno → | CFR Cluj      | 0 – 0 referto | Nëman | CFR Cluj Stadium (5 366 spett.)\| Arbitro: \| Miloš Gigovic \| |
| Arbitro:                                             | Miloš Gigovic |               |       |                                                                |

| Arbitro: | Miloš Bošković |

|                                                                |           |           |
| Ozcan 5’ Davidson 13’ Figueiredo 29’, 49’ Kemen 43’ Piatek 71’ | Marcatori | 58’ Greco |

| Arbitro: | Jacob Karlsen |

|                                           |           |             |
| Mierez 9’, 18’, 27’ Guedes 34’ Bukvić 68’ | Marcatori | 8’ Yakovlev |

| Arbitro: | Vilhjalmur Thorarinsson |

|                                    |           |             |
| Hong 25’, 88’ Kums 59’ De Sart 68’ | Marcatori | 13’ Nielsen |

| Arbitro: | Jérémy Muller |

|                  |           |             |
| Atlason 24’, 73’ | Marcatori | 55’ Kristal |

| Arbitro: | Rob Harvey |

|                                                |           |                   |
| Stevanović 35’ Akolo 39’ Toma 77’ Vallci 90+7’ | Marcatori | 28’ (aut.) Vallci |

| Arbitro: | Ioannis Papadopoulos |

|             |           |  |
| Aleksic 72’ | Marcatori |  |

| Arbitro: | Mads Kristoffersen |

|                            |           |  |
| J. Repas 57’ Jakupovic 88’ | Marcatori |  |

| Reykjavík 25 luglio 2024, ore 20:45 CEST ritorno → | Valur      | 0 – 0 referto | St. Mirren | Hlíðarendi (1 200 spett.)\| Arbitro: \| Damian Kos \| |
| Arbitro:                                           | Damian Kos |               |            |                                                       |

| Arbitro: | Tom Owen |

|                              |           |              |
| Mulraney 6’, 17’ Redmond 77’ | Marcatori | 65’ Del Toro |

| Arbitro: | Juri Frischer |

|                                                            |           |  |
| Gual 22’, 48’, 53’ McMullan 44’ Kramer 71’ Goncalves 90+3’ | Marcatori |  |

| Arbitro: | Matthew De Gabriele |

|                                |           |  |
| Uremović 19’ Livaja 30’ (rig.) | Marcatori |  |

| Arbitro: | Lionel Tschudi |

|  |           |             |
|  | Marcatori | 16’ Ivansek |

| Sarajevo 25 luglio 2024, ore 21:00 CEST ritorno → | Sarajevo           | 0 – 0 referto | Spartak Trnava | Stadio Asim Ferhatović Hase (26 756 spett.)\| Arbitro: \| Bram Van Driessche \| |
| Arbitro:                                          | Bram Van Driessche |               |                |                                                                                 |

| Arbitro: | Jan Petrik |

|                 |           |                    |
| Þorvaldsson 71’ | Marcatori | 3’ Manaj 23’ Tusha |

##### Ritorno

###### Campioni
| Arbitro: | Michele Beltrano |

|  |           |                               |
|  | Marcatori | 64’ Hamidi 76’ (rig.) Karrica |

| Arbitro: | Snir Levy |

|                                                                 |           |                        |
| Lepik 4’ (rig.) Sappinen 77’ (rig.) Alliku 92’, 97’ Kreida 120’ | Marcatori | 68’ Benincasa 88’ Mema |

| Arbitro: | Sigurd Kringstad |

|                                |           |               |
| Deble 16’ Kovalenko 45’, 90+6’ | Marcatori | 45+4’ Ibraimi |

| Podgorica 30 luglio 2024, ore 21:00 CEST ← andata | Dečić         | 0 – 0 (tot.: 2-0) referto | Dinamo Batumi | Gradski Stadion Podgorica (1 050 spett.)\| Arbitro: \| Jason Barcelo \| |
| Arbitro:                                          | Jason Barcelo |                           |               |                                                                         |

| Arbitro: | Marek Radina |

|                                                                     |                      |                                                       |
| Brusco 24’ (aut.) Tagybergen 55’ Sadovski 82’ Tursynbay 117’ (rig.) | Marcatori            | 2’ Trani 59’, 120’ Monteiro                           |
| Cvek Ábiken Umarov Islamkhan Tursynbay Sadovski                     | Tiri di rigore 4 – 3 | Monteiro Rauch Rychelmy Gustavo Simoes Bei El Idrissi |

| Arbitro: | Fabio Verissimo |

|  |           |                                    |
|  | Marcatori | 28’ (aut.) Dulysse 48’ Thrandarson |

###### Piazzate
| Arbitro: | Kamal Umudlu |

|             |           |  |
| Selmani 66’ | Marcatori |  |

| Arbitro: | Dominik Starý |

|                        |           |  |
| Ogunniyi 51’ Taiwo 61’ | Marcatori |  |

| Székesfehérvár 31 luglio 2024, ore 19:00 CEST ← andata | Fehérvár            | 0 – 0 (tot.: 2-1) referto | Sumqayıt | MOL Aréna Sóstó (4 204 spett.)\| Arbitro: \| Kristoffer Karlsson \| |
| Arbitro:                                               | Kristoffer Karlsson |                           |          |                                                                     |

| Arbitro: | Igor Stojchevski |

|                                                                      |           |          |
| Decker 16’ (aut.) Agbonifo 27’ Hrstić 45’, 48’ Nioule 53’ Hammar 57’ | Marcatori | 4’ Bojić |

| Arbitro: | Ian McNabb |

|                                            |                      |                                              |
| Malone 22’ Gruber 27’ Barry 68’ Prelec 97’ | Marcatori            | 30’ Ala-Myllymaki 90’ Maenpaa 102’ Söderbäck |
| Fischer Galvao Perez Vinlof Meisl Fitz     | Tiri di rigore 4 – 5 | Arifi Popovitch Haarala Pikkarainen Riski    |

| Arbitro: | Sandi Putros |

|                             |           |  |
| Duris 15’, 42’ Karhan 90+4’ | Marcatori |  |

| Arbitro: | Gal Leibovitz |

|                                               |                      |                                              |
| Ondong-Mba 45’, 83’                           | Marcatori            | 90+8’ Aleksic                                |
| Djurisic Cetkovic Kishi Kaludjerovic Mitrovic | Tiri di rigore 4 – 3 | Evandro Ristic Simovic Aleksic Vidosavljevic |

| Arbitro: | Ruddy Buquet |

|             |           |  |
| Tomasov 50’ | Marcatori |  |

| Arbitro: | Bulat Sariyev |

|  |           |                        |
|  | Marcatori | 22’ Ewerton 51’ Chalus |

| Arbitro: | Oliver Reitala |

|                                   |           |                                  |
| Gashijan 42’ Mikkelsen 66’ (aut.) | Marcatori | 53’ Yeboah 61’ (rig.) Omoijuanfo |

| Arbitro: | Aristotelis Diamantopoulos |

|                                          |           |              |
| Yenne 28’ Serobyan 68’ (rig.) Duarte 88’ | Marcatori | 62’ Ohajunwa |

| Arbitro: | Joonas Jaanovits |

|           |           |                                               |
| Tucic 21’ | Marcatori | 16’ Mulahusejnović 66’ Jakovljević 80’ Mlinar |

| Arbitro: | Menelaos Antoniou |

|  |           |           |
|  | Marcatori | 63’ Pusic |

| Arbitro: | Miloš Milanović |

|                |           |                          |
| Kushnirenko 1’ | Marcatori | 11’ Florucz 90+3’ Durdov |

| Arbitro: | Stefan Ebner |

|                                                |           |  |
| Tankovic 21’ Anderson Silva 101’ Dragomir 118’ | Marcatori |  |

| Arbitro: | Joni Hyytiä |

|  |           |           |
|  | Marcatori | 73’ Cisse |

| Arbitro: | Matthew MacDermid |

|  |           |           |
|  | Marcatori | 78’ Vojta |

| Arbitro: | Peter Kralović |

|                                      |                      |                                                               |
| Safranko 47’ Parris 71’ Mickels 103’ | Marcatori            | 17’ Haziza 67’, 90’ Pierrot 70’ Simic 73’ Refaelov 112’ David |
| Chakla Mickels Aliyev Lepinjica      | Tiri di rigore 3 – 2 | Refaelov David Saief Saba Pierrot                             |

| Arbitro: | Luca Cibelli |

|  |           |                       |
|  | Marcatori | 19’ Haraszti 42’ Papp |

| Arbitro: | Ondřej Berka |

|  |           |                                  |
|  | Marcatori | 29’, 74’, 86’ Garcia 83’ Amrabat |

| Arbitro: | Antoine Paul Chiaramonti |

|                                               |           |  |
| Ojamaa 29’ Saarma 46’ Ceesay 57’ Lilander 85’ | Marcatori |  |

| Arbitro: | Ívar Orri Kristjánsson |

|                       |           |              |
| Finne 42’ Knudsen 62’ | Marcatori | 2’ Tengstedt |

| Arbitro: | Ishmael Barbara |

|             |           |                                 |
| Yansane 47’ | Marcatori | 25’ Stepinski 81’ (rig.) Semedo |

| Arbitro: | Jasper Vergoote |

|                 |           |  |
| Hjertø-Dahl 29’ | Marcatori |  |

| Arbitro: | Jasmin Sabotic |

|                                    |           |                          |
| Mitrita 52’ Grego 72’ Koljić 90+5’ | Marcatori | 68’ Iličić 82’ Jakupovic |

| Arbitro: | Dumitri Muntean |

|                                                           |           |            |
| Diks 40’ (rig.) Froholdt 54’ Óskarsson 61’, 84’ Hojer 80’ | Marcatori | 16’ Bayode |

| Arbitro: | Goga Kikacheishvili |

|             |           |  |
| Karamoko 3’ | Marcatori |  |

| Ta' Qali 1º agosto 2024, ore 19:00 CEST ← andata | Sliema Wanderers | 0 – 0 (tot.: 0-7) referto | Noah | Centenary Stadium (247 spett.)\| Arbitro: \| Robert Jenkins \| |
| Arbitro:                                         | Robert Jenkins   |                           |      |                                                                |

| Arbitro: | Ashot Ghaltakhchyan |

|                        |           |                          |
| Cavegn 22’ (rig.), 76’ | Marcatori | 28’ Elbouzedi 81’ Palmer |

| Arbitro: | Danilo Nikolić |

|            |           |                |
| Calcan 33’ | Marcatori | 25’, 64’ Lopes |

| Arbitro: | Mihály Káprály |

|  |           |                                                  |
|  | Marcatori | 64’ Mitrovic 69’ Fernandez-Pardo 76’ (rig.) Dean |

| Arbitro: | Andreas Argyrou |

|  |           |                                                        |
|  | Marcatori | 17’ Muhar 40’, 57’ Bîrligea 60’ Korenica 90+3’ Nkololo |

| Elbasan 1º agosto 2024, ore 20:00 CEST ← andata | Partizani Tirana | 0 – 0 (tot.: 0-2) referto | Iberia 1999 | Elbasan Arena (1 163 spett.)\| Arbitro: \| Jamie Robinson \| |
| Arbitro:                                        | Jamie Robinson   |                           |             |                                                              |

| Arbitro: | Jovan Kachevski |

|            |           |                             |
| Méndez 40’ | Marcatori | 25’ Utzig 57’ (rig.) Alıyev |

| Arbitro: | Genc Nuza |

|                                  |           |           |
| Nahuel 6’ (rig.), 52’ Petrov 49’ | Marcatori | 33’ Babec |

| Arbitro: | Mikkel Redder |

|                                                  |           |                       |
| Rooney 16’ Olusanya 52’ O'Hara 65’ Iacovitti 87’ | Marcatori | 75’ (rig.) Haraldsson |

| Arbitro: | Granit Maqedonci |

|  |           |                                           |
|  | Marcatori | 13’, 90+1’ Piatek 31’ Şahiner 35’ Gureler |

| Arbitro: | Edgars Maļcevs |

|  |           |                                                               |
|  | Marcatori | 46’ Kapustka 48’ Jedrzejczyk 54’ Pekhart 72’ Nsame 83’ Barcia |

| Dublino 1º agosto 2024, ore 20:45 CEST ← andata | Shelbourne         | 0 – 0 (tot.:0-3) referto | Zurigo | Tolka Park (3 655 spett.)\| Arbitro: \| Robertas Valikonis \| |
| Arbitro:                                        | Robertas Valikonis |                          |        |                                                               |

| Arbitro: | Michal Očenáš |

|             |           |              |
| Perisic 65’ | Marcatori | 102’ Serdjuk |

| Felcsút 1º agosto 2024, ore 21:00 CEST ← andata | Puskás Akadémia | 3 – 0 (a tav.) (tot.: 6-0) referto | Dnipro-1 | Pancho Aréna\| Arbitro: \| Bahattin Simsek \| |
| Arbitro:                                        | Bahattin Simsek |                                    |          |                                               |

| Tórshavn 1º agosto 2024, ore 21:00 CEST ← andata | HB Tórshavn  | 0 – 0 (tot.: 0-2) referto | Hajduk Spalato | Tórsvøllur (1 395 spett.)\| Arbitro: \| Tim Marshall \| |
| Arbitro:                                         | Tim Marshall |                           |                |                                                         |

| Arbitro: | Ion Orlic |

|                                             |           |  |
| Kaio César 8’ Fernandes 11’ Mangas 37’, 43’ | Marcatori |  |

### Terzo turno

#### Sorteggio
Il sorteggio per il terzo turno di qualificazione si è tenuto il 22 luglio 2024.
Hanno partecipato un totale di 60 squadre così suddivise:
- Campioni (8 squadre): 6 vincitori del secondo turno di qualificazione (Percorso campioni), la cui identità non è nota al momento del sorteggio, e 2 perdenti del primo turno di qualificazione della UEFA Champions League.
- Piazzate (52 squadre): 9 squadre eliminate del secondo turno di qualificazione della UEFA Europa League, 43 vincitrici del secondo turno di qualificazione (Percorso piazzate).

La prima squadra estratta è la squadra che giocherà in casa la gara di andata.
| Teste di serie                      | Non teste di serie            |
| ----------------------------------- | ----------------------------- |
| HJK Flora Tallinn P'yownik Ballkani | Dečić Larne Ordabasy Víkingur |

| Gruppo 1                                                 | Gruppo 1                                                                   | Gruppo 2                                          | Gruppo 2                                                         | Gruppo 3                                         | Gruppo 3                                                                            | Gruppo 4                                               | Gruppo 4                                                            | Gruppo 5                                                                 | Gruppo 5                                                                               |
| Teste di serie                                           | Non teste di serie                                                         | Teste di serie                                    | Non teste di serie                                               | Teste di serie                                   | Non teste di serie                                                                  | Teste di serie                                         | Non teste di serie                                                  | Teste di serie                                                           | Non teste di serie                                                                     |
| -------------------------------------------------------- | -------------------------------------------------------------------------- | ------------------------------------------------- | ---------------------------------------------------------------- | ------------------------------------------------ | ----------------------------------------------------------------------------------- | ------------------------------------------------------ | ------------------------------------------------------------------- | ------------------------------------------------------------------------ | -------------------------------------------------------------------------------------- |
| İstanbul Başakşehir Sabah Hapoel Be'er Sheva Astana Paks | St Patrick's Mladá Boleslav Iberia 1999 Mornar Corvinul Hunedoara (UEL Q2) | Legia Varsavia Brann Tromsø Hajduk Spalato Häcken | St. Mirren Kilmarnock (UEL Q2) Brøndby Paide Ružomberok (UEL Q2) | CFR Cluj Pafos Puskás Akadémia AEK Atene Maribor | CSKA 1948 Sofia Ararat-Armenia Maccabi Petah Tikva (UEL Q2) Vojvodina (UEL Q2) Noah | Gent Djurgården Vitória Guimarães Drita Spartak Trnava | Ilves Zurigo Silkeborg (UEL Q2) Wisła Cracovia (UEL Q2) Auda Ķekava | Copenaghen Omonia Śląsk Breslavia Olimpia Lubiana Zrinjski Mostar Osijek | Zirə San Gallo Fehérvár Baník Ostrava Sheriff Tiraspol (UEL Q2) Botev Plovdiv (UEL Q2) |

#### Risultati
| Squadra 1           | Totale            | Squadra 2           | Andata   | Ritorno     |
| Campioni            | Campioni          | Campioni            | Campioni | Campioni    |
| ------------------- | ----------------- | ------------------- | -------- | ----------- |
| Víkingur            | 3 - 2             | Flora Tallinn       | 1 - 1    | 2 - 1       |
| Ordabasy            | 0 - 2             | P'yownik            | 0 - 1    | 0 - 1       |
| Ballkani            | 1 - 1 (1-4 dtr)   | Larne               | 0 - 1    | 1 - 0 (dts) |
| HJK                 | 2 - 2 (4-3 dtr)   | Dečić               | 1 - 0    | 1 - 2 (dts) |
| Piazzate            |                   |                     |          |             |
| Mladá Boleslav      | 5 - 3             | Hapoel Be'er Sheva  | 1 - 1    | 4 - 2       |
| Kilmarnock          | 3 - 2             | Tromsø              | 2 - 2    | 1 - 0       |
| Ararat-Armenia      | 3 - 4             | Puskás Akadémia     | 0 - 1    | 3 - 3       |
| Zurigo              | 0 - 5             | Vitória Guimarães   | 0 - 3    | 0 - 2       |
| Paks                | 5 - 2             | Mornar              | 3 - 0    | 2 - 2       |
| Häcken              | 7 - 2             | Paide               | 6 - 1    | 1 - 1       |
| Maribor             | 2 - 2 (4-2 dtr)   | Vojvodina           | 2 - 1    | 0 - 1 (dts) |
| Spartak Trnava      | 4 - 4 (11-12 dtr) | Wisła Cracovia      | 3 - 1    | 1 - 3 (dts) |
| St Patrick's        | 2 - 0             | Sabah               | 1 - 0    | 1 - 0       |
| St. Mirren          | 2 - 4             | Brann               | 1 - 1    | 1 - 3       |
| CSKA 1948 Sofia     | 2 - 5             | Pafos               | 2 - 1    | 0 - 4 (dts) |
| Ilves               | 2 - 4             | Djurgården          | 1 - 1    | 1 - 3       |
| Corvinul Hunedoara  | 2 - 8             | Astana              | 1 - 2    | 1 - 6       |
| Ružomberok          | 1 - 0             | Hajduk Spalato      | 0 - 0    | 1 - 0       |
| Noah                | 3 - 2             | AEK Atene           | 3 - 1    | 0 - 1       |
| Auda Ķekava         | 2 - 3             | Drita               | 1 - 0    | 1 - 3 (dts) |
| Iberia 1999         | 0 - 3             | İstanbul Başakşehir | 0 - 1    | 0 - 2       |
| Brøndby             | 3 - 4             | Legia Varsavia      | 2 - 3    | 1 - 1       |
| Maccabi Petah Tikva | 0 - 2             | CFR Cluj            | 0 - 1    | 0 - 1       |
| Silkeborg           | 4 - 5             | Gent                | 2 - 2    | 2 - 3 (dts) |
| Osijek              | 3 - 3 (1-2 dtr)   | Zirə                | 1 - 1    | 2 - 2 (dts) |
| San Gallo           | 4 - 3             | Śląsk Breslavia     | 2 - 0    | 2 - 3       |
| Botev Plovdiv       | 2 - 3             | Zrinjski Mostar     | 2 - 1    | 0 - 2       |
| Omonia              | 3 - 0             | Fehérvár            | 1 - 0    | 2 - 0       |
| Copenaghen          | 1 - 1 (2-1 dtr)   | Baník Ostrava       | 1 - 0    | 0 - 1 (dts) |
| Olimpia Lubiana     | 4 - 0             | Sheriff Tiraspol    | 3 - 0    | 1 - 0       |

##### Andata

###### Campioni
| Arbitro: | Marek Radina |

|  |           |              |
|  | Marcatori | 56’ Otubanjo |

| Arbitro: | Jakob Sundberg |

|  |           |              |
|  | Marcatori | 89’ Donnelly |

| Arbitro: | Sandi Putros |

|           |           |  |
| Erwin 49’ | Marcatori |  |

| Arbitro: | Ashot Ghaltakhchyan |

|                   |           |                  |
| Ingimundarson 40’ | Marcatori | 21’ (rig.) Lepik |

###### Piazzate
| Arbitro: | Visar Kastrati |

|                                          |           |            |
| Pinson 33’ Cancarevic 67’ Gregório 90+8’ | Marcatori | 22’ Garcia |

| Arbitro: | Dzmitry Dzmitryieu |

|                                         |           |  |
| Bode 59’ Szabó 90+9’ (rig.) Toth 90+10’ | Marcatori |  |

| Arbitro: | Daniyar Sakhi |

|                                                          |           |            |
| Amane 5’, 6’ Layouni 35’, 90+1’ Inoussa 64’ Agbonifo 89’ | Marcatori | 32’ Ceesay |

| Arbitro: | Nathan Verboomen |

|                |           |  |
| Froholdt 90+1’ | Marcatori |  |

| Arbitro: | Jan Petrik |

|                       |           |  |
| Akolo 5’ Geubbels 40’ | Marcatori |  |

| Arbitro: | Kristoffer Hagenes |

|  |           |             |
|  | Marcatori | 89’ Soisalo |

| Arbitro: | Joni Hyytiä |

|                  |           |            |
| Vydra 39’ (rig.) | Marcatori | 50’ Yosefi |

| Arbitro: | Edgars Maļcevs |

|           |           |             |
| Riski 65’ | Marcatori | 57’ Wikheim |

| Arbitro: | David Dickinson |

|  |           |              |
|  | Marcatori | 87’ Davidson |

| Ružomberok 8 agosto 2024, ore 18:30 CEST ritorno → | Ružomberok       | 0 – 0 referto | Hajduk Spalato | MFK Ružomberok (4 712 spett.)\| Arbitro: \| César Soto Grado \| |
| Arbitro:                                           | César Soto Grado |               |                |                                                                 |

| Arbitro: | Henrik Nalbandyan |

|                           |           |                               |
| Adamsen 49’ (rig.), 90+5’ | Marcatori | 61’ (aut.) Ganchas 90+3’ Dean |

| Arbitro: | Marian Barbu |

|  |           |                                            |
|  | Marcatori | 54’ Mangas 88’ (aut.) Gomez 90+3’ Oliveira |

| Arbitro: | Dario Bel |

|            |           |  |
| Tavares 8’ | Marcatori |  |

| Arbitro: | Martin Dohal |

|                                |           |                                         |
| Bundgaard 19’ Kvistgaarden 36’ | Marcatori | 24’ Pekhart 70’ Luquinhas 87’ Morishita |

| Arbitro: | Lionel Tschudi |

|               |           |  |
| Stepinski 60’ | Marcatori |  |

| Arbitro: | Vassilis Fotias |

|                                         |           |  |
| Pedro Lucas 45+4’ Doffo 65’ Sualehe 84’ | Marcatori |  |

| Arbitro: | Denys Shurman |

|                                |           |              |
| Ilievski 29’ Thalis 51’ (rig.) | Marcatori | 10’ Tankovic |

| Arbitro: | Menelaos Antoniou |

|                        |           |                  |
| Vassell 6’ Wales 90+3’ | Marcatori | 50’, 64’ Romsaas |

| Arbitro: | Ishmael Barbara |

|               |           |                         |
| Manolache 37’ | Marcatori | 62’ Camara 80’ Geoffrey |

| Arbitro: | Patrik Kolarić |

|  |           |          |
|  | Marcatori | 9’ Muhar |

| Arbitro: | Aristotelis Diamantopoulos |

|              |           |                     |
| Matković 38’ | Marcatori | 90+4’ (rig.) Alemão |

| Arbitro: | Fabio Verissimo |

|                     |           |          |
| Akere 35’ Maraš 79’ | Marcatori | 77’ Ćuže |

| Arbitro: | Daniel Stefanski |

|                          |           |               |
| Iličić 59’ Soudani 90+8’ | Marcatori | 77’ Zady Sery |

| Arbitro: | Sayat Karabayev |

|                           |           |            |
| Duris 47’, 68’ Azango 60’ | Marcatori | 26’ Rodado |

| Arbitro: | Vilhjalmur Thorarinsson |

|            |           |  |
| Palmer 35’ | Marcatori |  |

| Arbitro: | Matthew De Gabriele |

|              |           |           |
| Olusanya 90’ | Marcatori | 75’ Myhre |

##### Ritorno

###### Campioni
| Arbitro: | Michal Očenáš |

|             |           |                          |
| Soomets 52’ | Marcatori | 6’ Þrándarson 36’ Hansen |

| Arbitro: | Miguel Nogueira |

|              |           |  |
| Otubanjo 66’ | Marcatori |  |

| Arbitro: | Robertas Valikonis |

|                                 |                      |                     |
|                                 | Marcatori            | 45’ (rig.) Hamidi   |
| Thompson Randall Ryan Gallagher | Tiri di rigore 4 – 1 | Hamidi Ajazaj Dulaj |

| Arbitro: | Adam Ladebäck |

|                                                |                      |                                               |
| Pulejo 26’ Mašović 90+4’                       | Marcatori            | 43’ Plange                                    |
| Božović Chagas Stijepović Mašović Camaj Dresaj | Tiri di rigore 3 – 4 | Lingman Erwin Meriluoto Tomas Möller Palumets |

###### Piazzate
| Arbitro: | Volen Chinkov |

|            |           |              |
| Saarma 33’ | Marcatori | 7’ Lundqvist |

| Arbitro: | Jasper Vergoote |

|                              |           |                                       |
| Lenzsér 18’ (aut.) Zorić 60’ | Marcatori | 14’ (rig.) Windecker 86’ (aut.) Zorić |

| Arbitro: | Atilla Karaoğlan |

|                                                           |           |             |
| Chinedu 13’, 68’ Tomasov 57’, 76’ Gripshi 73’ Astanov 84’ | Marcatori | 78’ Velisar |

| Arbitro: | Jakob Kehlet |

|  |           |                            |
|  | Marcatori | 28’ Semedo 90+5’ Kakoullis |

| Arbitro: | Marcel Birsan |

|  |           |               |
|  | Marcatori | 48’ Elbouzedi |

| Arbitro: | Chrysovalantis Theouli |

|              |           |                 |
| Pankov 45+3’ | Marcatori | 38’ (rig.) Wass |

| Arbitro: | Julian Weinberger |

|                                         |                      |                                          |
| Alıyev 54’ (rig.) Volk'ovi 90’          | Marcatori            | 37’ Jugović 81’ Matković                 |
| Alıyev Ruan Renato Nuriyev İsayev Utzig | Tiri di rigore 2 – 1 | Pusic Nejašmić Ademi Pedro Lima Mikolčić |

| Arbitro: | Joonas Jaanovits |

|                            |           |                                     |
| Ahmed 11’ Hélder Lopes 42’ | Marcatori | 49’, 82’ Ladra 59’ Králik 90’ Kušej |

| Arbitro: | Andrei Chivulete |

|  |           |                     |
|  | Marcatori | 11’ (aut.) Skjærvik |

| Arbitro: | Radoslav Gidzhenov |

|                                   |           |               |
| Soltvedt 5’ Myhre 85’ Heggebø 88’ | Marcatori | 74’ Iacovitti |

| Arbitro: | Lothar D'hondt |

|                                                             |           |  |
| Luckassen 90+7’ Jaja 94’ Anderson 100’ Daskalov 118’ (aut.) | Marcatori |  |

| Arbitro: | Elchin Masiyev |

|                                  |           |           |
| Sabovic 14’ Hümmet 43’ Ståhl 52’ | Marcatori | 30’ Riski |

| Arbitro: | Tamás Bognár |

|            |           |  |
| Krešić 50’ | Marcatori |  |

| Arbitro: | Stuart Attwell |

|                                      |                      |                                        |
| Prekop 42’                           | Marcatori            |                                        |
| Klíma Ewerton Kubala Frydrych Chaluš | Tiri di rigore 1 – 2 | Óskarsson Mattsson Elyounoussi Achouri |

| Arbitro: | Maurizio Mariani |

|  |           |                   |
|  | Marcatori | 88’ (rig.) Motika |

| Arbitro: | Robert Schröder |

|                    |           |  |
| Silva 90+2’ (aut.) | Marcatori |  |

| Arbitro: | Paweł Raczkowski |

|                       |           |  |
| Piątek 50’ Pelkas 61’ | Marcatori |  |

| Arbitro: | Gustavo Correia |

|                                     |                      |                             |
| Crnomarković 26’                    | Marcatori            |                             |
| Petrović Savićević Nikolić Ivanović | Tiri di rigore 2 – 4 | Mbina Soudani Repas Vrhovec |

| Arbitro: | Kristoffer Karlsson |

|                                             |           |           |
| Krasniqi 75’ (rig.) Broja 102’ Dabiqaj 115’ | Marcatori | 91’ Talla |

| Arbitro: | Rob Hennessy |

|                            |           |  |
| Mulahusejnović 39’ Kiš 83’ | Marcatori |  |

| Arbitro: | Donald Robertson |

| |                        |                                                                                                 |
| Rodado 43’ (rig.) Starzyński 60’ Uryga 98’                                                          | Marcatori              | 107’ Duris                                                                                      |
| Uryga Biedrzycki Jaroch Rodado Carbo Mikulec Duarte Gogół Baena Kutwa Broda Uryga Biedrzycki Jaroch | Tiri di rigore 12 – 11 | Duris Paur Kratochvil Kosa Bainovic Kubista Corryn Ahl Holik Azango Frelih Paur Kratochvil Kosa |

| Arbitro: | José Luis Munuera Montero |

|                                |           |                         |
| Dean 38’ Gandelman 90+3’, 118’ | Marcatori | 33’, 51’ (rig.) Adamsen |

| Arbitro: | Duje Strukan |

|                                           |           |                                 |
| Schwarz 41’ Samiec-Talar 43’ Petkov 45+3’ | Marcatori | 21’ Toma 90+18’ (rig.) Geubbels |

| Arbitro: | Genc Nuza |

|                            |           |                                         |
| Nagy 7’, 47’ Favorov 90+4’ | Marcatori | 39’ Serobyan 43’ Harutyunyan 85’ Duarte |

| Arbitro: | Luca Pairetto |

|  |           |                   |
|  | Marcatori | 7’ (aut.) Šarlija |

| Arbitro: | Oleksij Derevins'kyj |

|                       |           |  |
| Silva 58’ Arcanjo 70’ | Marcatori |  |

### Spareggi

#### Sorteggio
Il sorteggio degli spareggi si è svolto il 5 agosto 2024.
Agli spareggi partecipano un totale di 26 squadre. Saranno divisi in due percorsi:
- Campioni (10 squadre): 6 squadre perdenti del Terzo turno di Europa League e 4 vincitrici del Terzo turno.
- Piazzate (38 squadre): 5 squadre che entrano in questo turno, 7 squadre perdenti del Terzo turno di Europa League, 26 vincitrici del Terzo turno.

La posizione delle squadre come teste di serie si è basato sui coefficienti UEFA per club del 2024. Per i vincitori del terzo turno di qualificazione, la cui identità non era nota al momento del sorteggio, è stato utilizzato il coefficiente della squadra con il punteggio più alto per ogni accoppiamento. Prima del sorteggio, la UEFA dividerà le dieci squadre del Percorso Campioni in cinque teste di serie e cinque non teste di serie, e cinque gruppi nel Percorso Piazzate, quattro di 10 squadre (cinque teste di serie e cinque non teste di serie) e uno di 8 squadre (quattro teste di serie e quattro non teste di serie), secondo i principi stabiliti dal Comitato Competizioni per Club.
La prima squadra estratta in ogni accoppiamento è la squadra che giocherà in casa la gara di andata.
| Gruppo 1                                            | Gruppo 1                                                                                                  |
| Teste di serie                                      | Non teste di serie                                                                                        |
| --------------------------------------------------- | --- |
| HJK Víkingur P'yownik The New Saints (UEL Q3) Larne | KÍ Klaksvík (UEL Q3) Celje (UEL Q3) Lincoln Red Imps (UEL Q3) Panevėžys (UEL Q3) UE Santa Coloma (UEL Q3) |

| Gruppo 1                                               | Gruppo 1                                                | Gruppo 2                                                           | Gruppo 2                                                    | Gruppo 3                                                                     | Gruppo 3                                                   | Gruppo 4                 | Gruppo 4                                            |
| Teste di serie                                         | Non teste di serie                                      | Teste di serie                                                     | Non teste di serie                                          | Teste di serie                                                               | Non teste di serie                                         | Teste di serie           | Non teste di serie                                  |
| ------------------------------------------------------ | ------------------------------------------------------- | ------------------------------------------------------------------ | ----------------------------------------------------------- | ---------------------------------------------------------------------------- | ---------------------------------------------------------- | ------------------------ | --------------------------------------------------- |
| Copenaghen Heidenheim Lens Omonia Trabzonspor (UEL Q3) | Zirə Kilmarnock San Gallo Panathīnaïkos (UEL Q3) Häcken | Fiorentina Olimpia Lubiana Legia Varsavia Vitória Guimarães Astana | Zrinjski Mostar Puskás Akadémia Brann Drita Rijeka (UEL Q3) | Chelsea İstanbul Başakşehir Mladá Boleslav Djurgården Cercle Bruges (UEL Q3) | Maribor Servette (UEL Q3) Wisła Cracovia Paks St Patrick's | Gent Betis CFR Cluj Noah | Ružomberok Partizan (UEL Q3) Kryvbas (UEL Q3) Pafos |

#### Risultati
| Squadra 1         | Totale          | Squadra 2           | Andata   | Ritorno     |
| Campioni          | Campioni        | Campioni            | Campioni | Campioni    |
| ----------------- | --------------- | ------------------- | -------- | ----------- |
| Lincoln Red Imps  | 3 - 4           | Larne               | 2 - 1    | 1 - 3       |
| P'yownik          | 2 - 4           | Celje               | 1 - 0    | 1 - 4       |
| Víkingur          | 5 - 0           | UE Santa Coloma     | 5 - 0    | 0 - 0       |
| Panevėžys         | 0 - 3           | The New Saints      | 0 - 3    | 0 - 0       |
| KÍ Klaksvík       | 3 - 4           | HJK                 | 2 - 2    | 1 - 2       |
| Piazzate          |                 |                     |          |             |
| Omonia            | 6 - 1           | Zirə                | 6 - 0    | 0 - 1       |
| San Gallo         | 1 - 1 (5-4 dtr) | Trabzonspor         | 0 - 0    | 1 - 1 (dts) |
| Lens              | 2 - 3           | Panathīnaïkos       | 2 - 1    | 0 - 2       |
| Häcken            | 3 - 5           | Heidenheim          | 1 - 2    | 2 - 3       |
| Copenaghen        | 3 - 1           | Kilmarnock          | 2 - 0    | 1 - 1       |
| Vitória Guimarães | 7 - 0           | Zrinjski Mostar     | 3 - 0    | 4- 0        |
| Brann             | 2 - 3           | Astana              | 2 - 0    | 0 - 3       |
| Legia Varsavia    | 3 - 0           | Drita               | 2 - 0    | 1 - 0       |
| Rijeka            | 1 - 6           | Olimpia Lubiana     | 1 - 1    | 0 - 5       |
| Fiorentina        | 4 - 4 (5-4 dtr) | Puskás Akadémia     | 3 - 3    | 1 - 1 (dts) |
| Djurgården        | 2 - 0           | Maribor             | 1 - 0    | 1 - 0       |
| Wisła Cracovia    | 5 - 7           | Cercle Bruges       | 1 - 6    | 4 - 1       |
| Mladá Boleslav    | 5 - 2           | Paks                | 2 - 2    | 3 - 0       |
| St Patrick's      | 0 - 2           | İstanbul Başakşehir | 0 - 0    | 0 - 2       |
| Chelsea           | 3 - 2           | Servette            | 2 - 0    | 1 - 2       |
| CFR Cluj          | 1 - 3           | Pafos               | 1 - 0    | 0 - 3       |
| Partizan          | 0 - 2           | Gent                | 0 - 1    | 0 - 1       |
| Kryvbas           | 0 - 5           | Betis               | 0 - 2    | 0 - 3       |
| Noah              | 4 - 3           | Ružomberok          | 3 - 0    | 1 - 3       |

##### Andata

###### Campioni
| Arbitro: | Luka Bilbija |

|            |           |  |
| Buhari 59’ | Marcatori |  |

| Arbitro: | Eldorjan Hamiti |

|  |           |                                     |
|  | Marcatori | 52’ Davies 64’ Williams 90+1’ Clark |

| Arbitro: | Ante Čulina |

|                                                               |           |  |
| Hansen 29’, 90+5’ Ingimundarson 53’ (rig.), 77’ Vatnhamar 67’ | Marcatori |  |

| Arbitro: | Lawrence Visser |

|                                      |           |                  |
| Frederiksberg 55’ (rig.) Hansson 63’ | Marcatori | 15’, 90+3’ Erwin |

| Arbitro: | Ishmael Barbara |

|                      |           |           |
| Gómez 23’ Oliver 42’ | Marcatori | 16’ Lusty |

###### Piazzate
| Arbitro: | Joey Kooij |

|                                             |           |  |
| Gregório 4’ Manvelyan 79’ (rig.) Aiás 90+3’ | Marcatori |  |

| Arbitro: | Vassilis Fotias |

|                                           |           |  |
| Mangas 46’ Borevković 51’ João Mendes 88’ | Marcatori |  |

| Arbitro: | Chris Kavanagh |

|                     |           |  |
| Kramer 56’ Gual 83’ | Marcatori |  |

| Arbitro: | Goga Kikacheishvili |

|                               |           |                   |
| Kinyik 65’ (aut.) Ladra 90+7’ | Marcatori | 80’ Böde 85’ Papp |

| Arbitro: | Juri Frischer |

|                                                                     |           |  |
| Khammas 13’ Semedo 34’ (rig.), 70’ Stępiński 45+1’, 54’ Ewandro 60’ | Marcatori |  |

| Arbitro: | Jasper Vergoote |

|           |           |  |
| Nguen 69’ | Marcatori |  |

| Arbitro: | David Šmajc |

|                     |           |  |
| Myhre 12’ Finne 70’ | Marcatori |  |

| Arbitro: | Viktor Kopiievskyi |

|             |           |                        |
| Rygaard 36’ | Marcatori | 31’ Conteh 66’ Scienza |

| Arbitro: | Fabio Maresca |

|                            |           |  |
| Diks 77’ (rig.) Falk 90+6’ | Marcatori |  |

| Arbitro: | Novak Simović |

|              |           |  |
| Korenica 17’ | Marcatori |  |

| Arbitro: | César Soto Grado |

|              |           |                        |
| Ivanović 33’ | Marcatori | 76’ (rig.) Pedro Lucas |

| Arbitro: | Willy Delajod |

|                                           |           |                                      |
| Sottil 45+3’ Martínez Quarta 67’ Kean 75’ | Marcatori | 9’ (rig.) Nagy 12’ Soisalo 89’ Golla |

| Arbitro: | Arda Kardeşler |

|  |           |                     |
|  | Marcatori | 13’ Ávila 62’ Rodri |

| Arbitro: | Elchin Masiyev |

|  |           |               |
|  | Marcatori | 16’ Gandelman |

| Arbitro: | Philip Farrugia |

|            |           |                                                                    |
| Rodado 85’ | Marcatori | 8’ Minda 10’ Somers 36’ Ravych 47’ Denkey 56’ Ouattara 83’ Olaigbe |

| Dublino 22 agosto 2024, ore 20:45 CEST ritorno → | St Patrick's      | 0 – 0 referto | İstanbul Başakşehir | Tallaght Stadium (6 219 spett.)\| Arbitro: \| Mohammed Al-Emara \| |
| Arbitro:                                         | Mohammed Al-Emara |               |                     |                                                                    |

| San Gallo 22 agosto 2024, ore 21:00 CEST ritorno → | San Gallo       | 0 – 0 referto | Trabzonspor | Kybunpark (16 291 spett.)\| Arbitro: \| Miguel Nogueira \| |
| Arbitro:                                           | Miguel Nogueira |               |             |                                                            |

| Arbitro: | Gergo Bogár |

|                        |           |               |
| Frankowski 4’ Saïd 34’ | Marcatori | 53’ Iōannidīs |

| Arbitro: | Jérémie Pignard |

|                               |           |  |
| Nkunku 50’ (rig.) Madueke 76’ | Marcatori |  |

##### Ritorno

###### Campioni
| Arbitro: | David Fuxman |

|                       |           |                   |
| Tomas 90’ Erwin 90+3’ | Marcatori | 57’ Frederiksberg |

| Oswestry 29 agosto 2024, ore 19:30 CEST ← andata | The New Saints | 0 – 0 (tot.: 3-0) referto | Panevėžys | Park Hall (1 097 spett.)\| Arbitro: \| Jakob Sundberg \| |
| Arbitro:                                         | Jakob Sundberg |                           |           |                                                          |

| Andorra la Vella 29 agosto 2024, ore 20:00 CEST ← andata | UE Santa Coloma  | 0 – 0 (tot.: 0-5) referto | Víkingur | Estadi Nacional (268 spett.)\| Arbitro: \| Atilla Karaoglan \| |
| Arbitro:                                                 | Atilla Karaoglan |                           |          |                                                                |

| Arbitro: | Christian-Petru Ciochirca |

|                                                 |           |                   |
| Nemanič 22’ Bobičanec 42’ (rig.) Kučys 73’, 85’ | Marcatori | 63’ (rig.) Cociuc |

| Arbitro: | Lukas Fähndrich |

|                                  |           |           |
| Ryan 30’ (rig.), 43’ (rig.), 83’ | Marcatori | 20’ Lopes |

###### Piazzate
| Arbitro: | Balázs Berke |

|                       |           |  |
| Şahiner 65’ Kemen 82’ | Marcatori |  |

| Arbitro: | Filip Glova |

|             |           |  |
| Delorge 88’ | Marcatori |  |

| Arbitro: | Aleksandar Stavrev |

|                                 |           |  |
| Geoffrey 60’, 81’ Kárimov 90+1’ | Marcatori |  |

| Arbitro: | Vitālijs Spasjoņņikovs |

|           |           |  |
| Utzig 79’ | Marcatori |  |

| Arbitro: | John Beaton |

|                                         |           |                  |
| Luterán 9’ Hladík 45+2’ Boďa 72’ (rig.) | Marcatori | 88’ Matheus Aiás |

| Arbitro: | Craig Pawson |

|                                         |           |  |
| Jaja 28’ Goldar 31’ Tanković 49’ (rig.) | Marcatori |  |

| Arbitro: | Urs Schnyder |

|                                                         |           |  |
| Florucz 2’ Thalisson 13’, 45’ Kojić 35’ Pedro Lucas 47’ | Marcatori |  |

| Arbitro: | Andris Treimanis |

|                                        |                      |                                       |
| Destan 52’                             | Marcatori            | 31’ Schmidt                           |
| Denswil Trézéguet Barišić Drăguș Savić | Tiri di rigore 4 – 5 | Milošević Vallçi Cissé Toma Ambrosius |

| Arbitro: | Lawrence Visser |

|  |           |                                   |
|  | Marcatori | 48’ Jawo 55’ Králik 90+2’ Pulkrab |

| Arbitro: | Robert Jones |

|  |           |                                                                     |
|  | Marcatori | 32’ (rig.) Manu 42’ Nuno Santos 45+4’ N. Oliveira 71’ Gustavo Silva |

| Arbitro: | Daniel Schlager |

|  |           |               |
|  | Marcatori | 90+1’ Pekhart |

| Arbitro: | Horațiu Feșnic |

|                    |           |                                              |
| Felipe Augusto 77’ | Marcatori | 15’ Uryga 18’ Kiss 73’ Gogół 90+4’ Zwoliński |

| Arbitro: | Juan Martínez Munuera |

|                        |           |  |
| Pellistri 62’ Tetê 85’ | Marcatori |  |

| Arbitro: | Radoslav Gidzhenov |

|             |           |                 |
| Watkins 16’ | Marcatori | 68’ (aut.) Mayo |

| Arbitro: | Manfredas Lukjančukas |

|  |           |           |
|  | Marcatori | 4’ Hümmet |

| Arbitro: | Giorgi Kruashvili |

|                                       |           |                          |
| Pieringer 30’ Wanner 84’ Honsak 90+2’ | Marcatori | 59’ Inoussa 79’ Agbonifo |

| Arbitro: | Marco Di Bello |

|                              |           |                   |
| Guillemenot 32’ Crivelli 72’ | Marcatori | 14’ (rig.) Nkunku |

| Arbitro: | António Nobre |

|                                      |                      |                                              |
| Nagy 90+7’ (rig.)                    | Marcatori            | 59’ Kean                                     |
| Komáromi Favorov Golla Szolnoki Nagy | Tiri di rigore 4 – 5 | Mandragora Kouamé Colpani Richardson Biraghi |

| Arbitro: | Igor Pajač |

|                                |           |  |
| Ruibal 40’ Ezzalzouli 41’, 43’ | Marcatori |  |